# 西波美拉尼亞

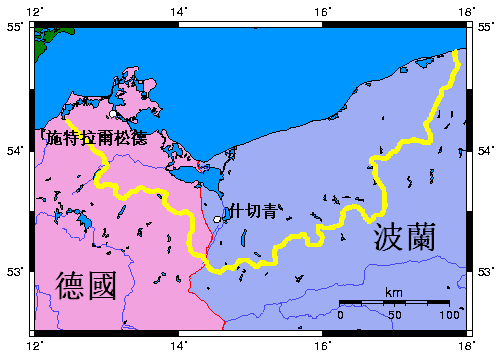
波美拉尼亚的历史边界 (黄线)，以奥得河为界，分为东西两部分

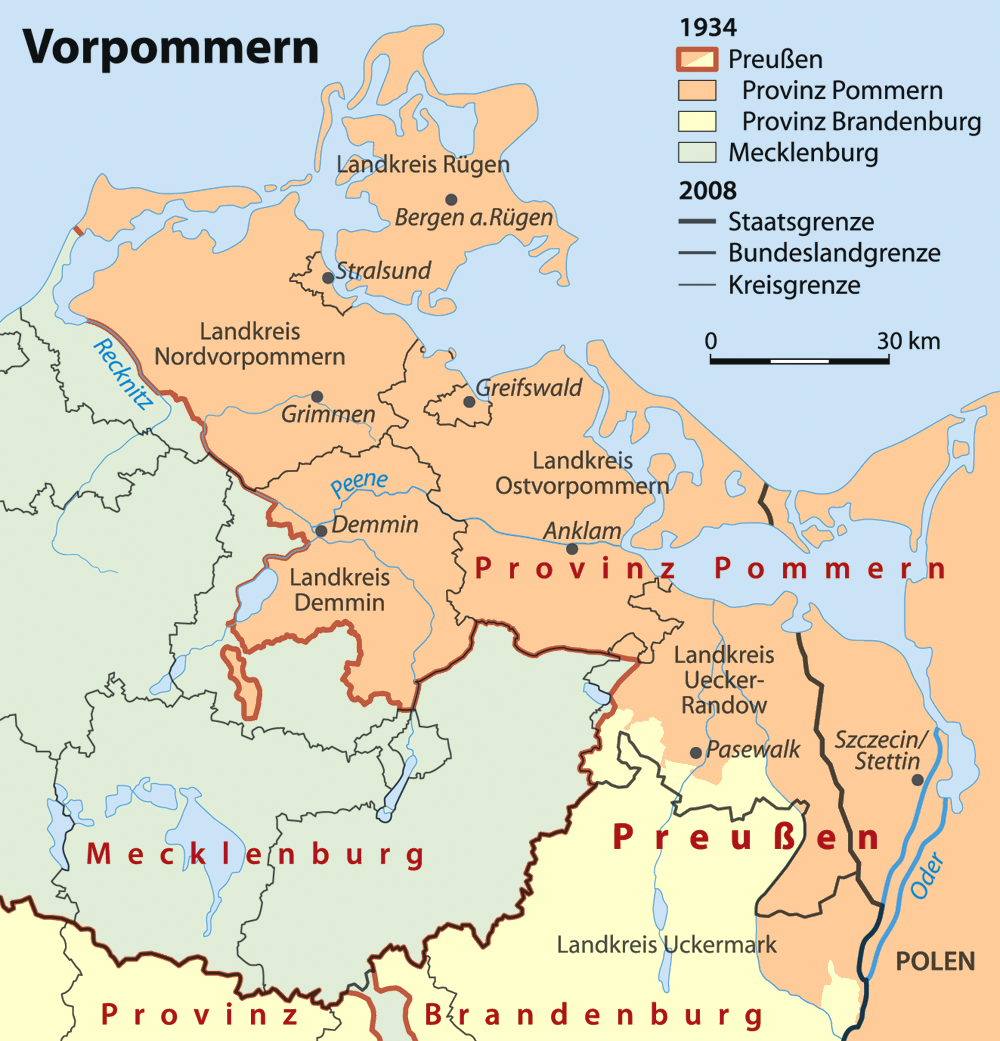
二战前和如今西波美拉尼亚的行政区划

前波美拉尼亚（德语：Vorpommern；波兰语：Pomorze Przednie），又称内波美拉尼亚（拉丁語：Cispomerania），英语意译为西波美拉尼亚（英语：Western Pomerania），是一个历史地域名称，是波美拉尼亚西部，位于波兰西北方和德国东北方。它曾属于不同的国家，如波兰、波美拉尼亚公国（后来成为神圣罗马帝国的一部分）、瑞典、丹麦，以及将其并入波美拉尼亚省的普鲁士王国。
德属西波美拉尼亚在2012年的人口约为470,000（前波美拉尼亚-吕根岛和前波美拉尼亚-格赖夫斯瓦尔德地区的总和）——而该地区的波兰地区在 2012 年的人口约为520,000（什切青、希维诺乌伊希切的总和） 。总的来说今天大约有 100 万人生活在西波美拉尼亚地区。
西波美拉尼亚位于：
- 德国的梅克伦堡-前波美拉尼亚州[1]下辖的：
  - 吕根岛 (Rügen)
  - 北前波美拉尼亚县 (Nordvorpommern)
  - 东前波美拉尼亚县 (Ostvorpommern)
  - 于克-兰多县 (Uecker-Randow)

- 波兰的部分 (面积：23 300 km²；人口 1 850 000人)：
  - 西波美拉尼亚省 (面积：19 900 km²；波兰部分的85%)
  - 波美拉尼亚省 (面积：3 300 km²；14%)
  - 卢布林省 (面积：100 km²；0,4%)
  - 大波兰省 (面积：20 km²；0,1%)